# شیرشیببر
شیرشیببر (به انگلیسی: Liliger) از فرزندان دورگه یک شیر نر (Panthera leo) و یک شیببر ماده (Panthera leo ♂ × Panthera tigris ♀) است. طبق قانون هالدن، ببشیرها و شیببرهای نر عقیم هستند، اما شیببرها و ببشیرهای ماده می‌توانند توله تولید کنند. نخستین مورد از چنین دورگه‌ای در سال ۱۹۴۳ در باغ وحش هلابرون زاده شد.
در سپتامبر ۲۰۱۲، باغ وحش نووسیبیرسک روسیه تولد یک شیرسیببر را اعلام کرد. این توله کیارا نام داشت و از یک شیببر ماده ۸ ساله به نام زیتا و یک شیر آفریقایی نر به نام سام به دنیا آمد. در ۱۶ می ۲۰۱۳، همان زوج سه شیرسیببر ماده دیگر تولید کردند: لونا، ساندرا و ایوا.